# Straferlaß (Modiano)
Straferlaß (französischer Originaltitel: Remise de peine) ist ein 1988 erschienener Roman des französischen Schriftstellers Patrick Modiano. Remise de peine gehört neben Fleurs de ruine (1991; deutsch: Ruinenblüten) und Chien de printemps (1993; deutsch: Ein so junger Hund) zu den drei Romanen, die Modiano nicht in seinem Stammverlag Gallimard, sondern bei den Éditions du Seuil veröffentlichte. Die Übersetzung ins Deutsche stammt von Andrea Spingler und erschien 1990 im Suhrkamp Verlag.

## Inhalt
Der Erzähler erinnert sich an das Jahr, das er als Zehnjähriger im Haus einer Freundin seiner Mutter „in einem Dorf der Umgebung von Paris“ verbracht hat. Ein Haus in der Rue du Docteur-Dordaine.
Es war Mitte der 1950er Jahre gewesen. Die Mutter von „Patoche“ und seinem etwas jüngeren Bruder war mit Theatertourneen im Ausland unterwegs, ihr Vater häufig auf Geschäftsreisen. Und so sind die beiden Jungen in diesem Haus in die etwas seltsame Gesellschaft seiner drei Bewohnerinnen – von Annie, Annies Mutter und Hélène, eine ehemalige Zirkusartistin – sowie des Kindermädchens „Schneewittchen“ geraten. Am Anfang gab es noch die Besuche des Vaters, begleitet von wechselnden Freunden, aber dann fanden auch sie nicht mehr statt. Es gab hingegen andere regelmäßige Besucher: Frede, die Besitzerin eines Nachtclubs in Paris, und Roger Vincent, der mit seinem großen amerikanischen Kabriolett aufkreuzte, und Andrée K., von der es hieß, sie habe früher zur „Bande von der Rue Lauriston“ gehört, und schließlich Jean D., der dem zehnjährigen „Patoche“ rät, er solle doch statt Jules Verne und „Die drei Musketiere“ lieber die Bücher der „Schwarzen Reihe“ lesen.
Dass das Ganze ein ungutes Ende nehmen wird, wird dem Leser spätestens klar, als der Erzähler von einer späteren Wiederbegegnung mit Jean D. berichtet. Mitte der 1960er Jahre. Wir erfahren nebenbei, dass der wirkliche Vorname des Erzählers „Patrick“ ist, wie der des Autors des Romans, den wir gerade lesen. Zufällig trifft Patrick, der zu der Zeit gerade versucht, „ein erstes Buch zu schreiben“, in einem Restaurant am Montmartre auf Jean D. und dessen Begleiterin. In Zeitungsartikeln war Patrick auf Erwähnungen Jean D.‘s gestoßen – dass er „im Gefängnis gesessen“ habe, dass „die Schwierigkeiten in der Zeit der Rue du Docteur-Dordaine begonnen“ hätten.
Zurück in die 1950er. Einmal werden „Patoche“ und sein Bruder bei Nachbarn einquartiert. Nachts beobachtet er einen regen Betrieb beim Haus Annies: Motorengeräusche, ein Lastwagen, Leute, die im Haus hin- und herlaufen. Als er am nächsten Tag aus der Schule kommt, ist das Haus verlassen. „Bei uns ist niemand mehr“, empfängt ihn sein Bruder. Stattdessen treffen bald darauf Polizisten ein. „Und wir, mein Bruder und ich, taten so, als spielten wir im Garten, während wir darauf warteten, daß uns jemand holte.“

## Hintergrund

### Autobiographisches
Der Roman mischt, wie fast immer bei Modiano, autobiographische und fiktive Elemente. Tatsächlich waren Patrick Modiano und sein jüngerer Bruder Rudy im Jahr 1952 im Haus einer Freundin ihrer Mutter, bei Suzanne Bouquerau, untergebracht. Das Haus befand sich in der – im Roman namenlos bleibenden – Ortschaft Jouy-en-Josas, und es lag nicht in der fiktiven Rue du Docteur-Dordaine, sondern in der noch heute existenten Rue du Docteur-Kurzenne.
Auch zumindest zwei der regelmäßigen Besucher des Hauses finden Erwähnung in Modianos Autobiographie Ein Stammbaum. Bei jener im Roman nur mit ihrem Künstlernamen benannten „Frede“ handelt es sich tatsächlich um die Besitzerin des Pariser Nachtclubs „Le Carroll's“, Suzanne oder Frédérique Baulé. Und „Jean D.“ taucht in Ein Stammbaum in anderem Zusammenhang wieder auf. Sein Name ist Jean Normand (alias Jean Duval), und er wohnte als Gast in einem Appartement des Hauses am Pariser Quai Conti, in dem der inzwischen 20-jährige Patrick Modiano mit seiner Mutter lebte. Tatsächlich war er an Einbrüchen mit jener Suzanne Bouquerau, im Roman Patoches Patin „Annie“, beteiligt, und beide wurden zu Gefängnisstrafen verurteilt. Und tatsächlich tauchte sein Name im Zusammenhang mit der Affäre Ben Barka in den Zeitungen auf. Nur die, wie es im Roman dargestellt ist, zufällige Begegnung Modianos mit „Jean D.“ am Montmartre ist Teil der Fiktion.
Zu der Zeit seines Aufenthalts in Jouy-en-Josas war Patrick Modiano erst sechs bzw. sieben Jahre alt, nicht bereits zehn, wie es im Roman heißt. Wenige Jahre später, im Februar 1957, starb sein Bruder Rudy. In Straferlaß ruft sich der Erzähler bei der Wiederbegegnung mit Jean D. Ereignisse in Erinnerung, die seither geschehen waren, und dort findet sich der lapidare Satz: „Ich hatte meinen Bruder verloren.“

### Zeitgeschichtliches
„Doch, doch ..., sagte Roger Vincent. Andrée verkehrte mit der Bande von der Rue Lauriston.“ – Der kleine „Patoche“ kann diesen Ausdruck nur auf seine eigene Lebenswelt beziehen, schließlich nannten er und seine Freunde sich doch auch „die Bande von der Rue du Docteur-Dordaine.“ Erst am Ende der Passage, die mit der Andeutung Roger Vincents beginnt, stellt der Erzähler – und hier ist er identisch mit dem Autor – fest, „ich wußte noch nicht, daß mich ‹die Bande von der Rue Lauriston› so lange verfolgen würde“. Der Ausdruck bezieht sich auf das Haus mit der Pariser Adresse: Rue Lauriston 93. Es war während der deutschen Besetzung Frankreichs zentraler Sitz der Französischen Gestapo. Patrick Modiano hat sich in vielen seiner Bücher mit diesem Ort und mit einzelnen Mitgliedern der Bande auseinandergesetzt.
Eines der Mitglieder der „Bande de la rue Lauriston“ war ein gewisser Louis ‹Eddy› Pagnon. Außer in Straferlaß stößt man auch in fünf weiteren Büchern Modianos auf diese Figur. Immer geht es um die Vermutung, dass Pagnon es war, der Modianos Vater während der deutschen Besetzung aus einer „Dependance des Lagers Drancy in Paris, am Quai de la Gare“ befreit hatte, und um die Frage, was die beiden Männer miteinander verband. Von Mal zu Mal liefert Modiano mehr Ergebnisse seiner Nachforschungen über jenen Pagnon. In Straferlaß führt den Erzähler die Suche nach Spuren Pagnons in eine Gegend von Paris, ins 17. Arrondissement, wohin ihn, den damals Zehnjährigen, seine Patin „Annie“ mitgenommen hatte. Die Suche bleibt erfolglos, und auch in den anderen Büchern bleiben Modianos Vermutung und Frage letztlich unbeantwortet. Der wirkliche ‹Eddy› Pagnon wurde nach der Libération zum Tode verurteilt und am 26. Dezember 1944 in Montrouge hingerichtet.

## Ausgaben
- Remise de peine. Éditions du Seuil, Paris 1988.
- Straferlaß. Suhrkamp Verlag, Frankfurt am Main 1990.
- Straferlaß. Suhrkamp Taschenbuch Verlag, Berlin 2014, ISBN 978-3-518-46619-3.